# Карцер (фильм)
«Карцер» (англ. The Sweatbox) — документальный фильм 2002 года, показывающий процесс разработки мультфильма «Королевство Солнца» (англ. Kingdom of the Sun), являющегося первоначальной версией «Похождений императора». Он показывает долгую историю превращения «Королевства Солнца» в «Похождения императора», а также беспокойство режиссёра Роджера Аллерса, музыканта Стинга, художников и актёров озвучки касательно нового направления. Основная тема фильма - конфликты между создателями мультфильма и исполнительными продюсерами.

## Сюжет
В 1997 рёжиссер Роджер Аллерс попросил певца Стинга помочь написать музыку к новому полнометражному мультфильму Disney под названием «Королевство Солнца». Он заинтригован проектом, также как и съёмочная группа с актерами озвучки, единогласно выражающими одобрение касательно эпичной истории, песен и забавного тона мультфильма. Затем съёмочная группа демонстрирует имеющийся материал исполнительным продюсерам Томасу Шумахеру и Питеру Шнайдеру в одноименном «Карцере» — комнате, где показывают фильмы в процессе производства. Однако продюсеры остаются крайне недовольны и требуют, чтобы мультфильм переделали, хотя и нехотя признают, что им понравились «любовная песня» и «песня ламы».
Аллерс и команда ошеломлены, поняв, что вся их работа потрачена напрасно. Они придумывают новый сюжет, хотя аниматоры и сомневаются в новом направлении, и многие обеспокоены тем, что их вклад не войдет в финальный мультфильм. Марк Диндал становится рёжиссером фильма и название меняют на «Королевство под Солнцем». Одну из звёзд мультфильма, Оуэна Уилсона, заменяют Джоном Гудманом и история в стиле «Принца и нищего» с волшебными элементами превращается в комедию. Этот вариант получает одобрение Шнайдера и Шумахера, хотя Стинга изменения не устраивают.
Стинг продолжает работу над мультфильмом, хотя и понимает, что его роль уменьшилась. Тем не менее его жалобы на концовку мультфильма, недостаточно ясно демонстрирующую трансформацию героя, достигают продюсеров, согласных слегка изменить ее. Позже он обнаруживает, что название снова поменяли, на этот раз на «Похождения императора». Равнодушный к этому названию Стинг в итоге одобряет его, после просмотра почти законченного мультфильма. Фильм завершается признанием Стинга, что, несмотря на проблемное производство и разногласия, он в целом доволен тем, каким вышел мультфильм.

## Производство
Труди Стайлер, рёжиссёру фильма, позволили снимать производство «Королевства Солнца», а затем и «Похождений императора» в рамках сделки с её мужем Стингом. В результате Стайлер удалось запечатлеть все проблемы, неурядицы и напряжение сопровождавшие производство мультфильма, включая момент, когда Стингу сообщают, что его песни будут удалены из фильма.
Фильм получил название в честь кинозала на студии Disney в Бербанке, в которой изначально не было кондиционера, из-за чего аниматоры потели, пока их работу критиковали. Процесс просмотра анимации на стадии разработки стал известен как «Карцер», и, так как фильм рассказывал о «процессе разработки анимационного фильма», термин был выбран в качестве названия.

## Выпуск
95-минутный фильм, который изначально должен был выйти в начале 2001 года, был перемонтирован в качестве дополнительного материала для DVD-релиза «Похождений императора». Мировая премьера одобренной студией Disney версии состоялась на Международном кинофестивале в Торонто 13 сентября 2002 года. У фильма также был короткий прокат в кинотеатре Loews Beverly Center Cineplex в Лос-Анджелесе, чтобы фильм приобрёл право соперничать за Оскар. Кроме того фильм показали в кинотеатре Enzian в Орландо на Кинофестивале Флориды.
Студия Disney владеет правами на фильм и он всё ещё не был выпущен для домашнего просмотра. Хотя законченный фильм был скрыт от массового зрителя на протяжении около 10 лет, 21 марта 2012 года он утёк в сеть, благодаря 18-летнему аниматору из Великобритании.

## Критика и отзывы
У фильма 6 положительных рецензий на Rotten Tomatoes.
Рецензия на MotionPictureComics.com объясняет сюжет: Хотя первые минут 30 фильм выглядит как типичный взгляд за кулисы производства анимационного фильма, на 40 минуте мы становимся свидетелями того судьбоносного дня, когда аниматик демонстрируют главам Disney Feature Animation, Томасу Шумахеру и Питеру Шнейдеру. Они возненавидели мультфильм, заявили, что он не работает, и начали процесс полной переработки огромных кусков истории. Персонажей полностью изменили, актеров озвучки заменили, и всю историю перекроили. Дорс Ланфер сказал, что фильм задокументировал боль и муки производства «Королевства Солнца»/«Похождений императора».
Уэйд Сэмпсон, штатный писатель для MousePlanet, посетивший показ фильма, рассказывал, что каждый раз, когда на экране появлялись Том Шумахер или Питер Шнейдер зрители, часть которых являлись аниматорами Disney Feature Animation Florida, начинали ныть. Он говорит, что двое продюсеров казались заумными задирами, которые не понимали что к чему, когда дело касалось анимации, и что они были беспричинно грубы и полны политкорректности. Он добавляет, что решение, создаётся ли такое впечатление за счет монтажа или удивительно правдивого взгляда на ситуацию, остаётся за зрителем. Сэмпсон добавляет: «Редко художников застают в таком открытом страхе перед продюсерами, а продюсеров изображают настолько невежественными в плане обращения с художниками, решения художественных проблем и понимания, чего хочет зритель». Он говорит, что «поддерживающие оригинальное видение Аллерса все ещё считают, что если бы ему дали время, деньги и поддержку, то мультфильм был бы шедевром. Но вместо более амбициозного «Королевства Солнца» студия Disney приняла более коммерческое решение с «Похождениями императора», использующим повторяющихся персонажей и локации».
После утечки фильма онлайн Амид Амиди из Cartoon Brew дал следующий анализ фильму: «Карцер» одновременно приводит в  бешенство, смешит и просвещает. Вас будет выворачивать от сочувствия к Диснеевским художникам, когда вы увидите отвратительную бюрократическую некомпетентность, через которую им приходилось проходить на студии в 90-х. Фильм не только запечетлевает мучительное превращение «Королевства Солнца» в «Похождения императора», но и служит бесценным историческим документом о работе студии Disney в конце 90-х годов. Если ещё оставались какие-то вопросы насчёт причин, почему Disney выдохлись и передали анимационную корону Pixar и DreamWorks, то этот фильм ответит на них.